# Блази, Илари
И́лари Бла́зи (итал. Ilary Blasi; 28 апреля 1981, Рим, Италия) — итальянская актриса и фотомодель.

## Биография
Илари Блази родилась 28 апреля 1981 года в Риме в семье Роберто и Даниэлы Блази. У Илари есть две сестры — старшая Сильвия Блази и младшая Мелоди Блази.

## Карьера
Илари начала свою карьеру в 1987 году со съёмок в рекламных роликах. В 1987—1989 годах Блази сыграла в пяти фильмах. Примерно в то же время она начала карьеру фотомодели.
10 сентября 2001 года Илари начала свою карьеру в сфере телевидения, став одной из шести участников «Passaparola».

## Личная жизнь
С 18 июня 2005 года Илари была замужем за футболистом Франческо Тотти, с которым она была помолвлена 2 года до их свадьбы. У супругов трое детей: сын Кристиан Тотти (род.04.11.2005) и две дочери Шанель Тотти (род.13.05.2007) и Изабель Тотти (род.10.03.2016).
В июле 2022 года пара рассталась.